# Shots Fired
Shots Fired ist eine US-amerikanische Fernsehserie über den Tod zweier Teenager – eines weißen und eines afroamerikanischen – durch die Polizei und die unterschiedliche Wahrnehmung und Aufarbeitung der Fälle durch die Behörden, die Politik, die Medien und die Einwohner des Bezirks. Die Premiere der in sich abgeschlossenen Serie (engl.: Limited series) erfolgte vom 22. März 2017 bis 24. Mai 2017 beim US-Sender Fox. Die deutschsprachige Erstveröffentlichung erfolgte vom 24. Februar bis zum 27. April 2020 wöchentlich auf dem deutschen Internetsender Joyn Primetime.

## Inhalt
Nachdem ein weißer Teenager von einem afroamerikanischen Polizeibeamten bei einer Verkehrskontrolle erschossen wurde, eröffnet das Justizministerium eine Untersuchung. Der ermittelnde Staatsanwalt Preston Terry und die Sonderermittlerin Ashe Akino entdecken während ihrer Arbeit, dass die örtliche Polizei die Tötung eines afroamerikanischen Teenagers ignoriert hat.